# Eduard Otto Moser

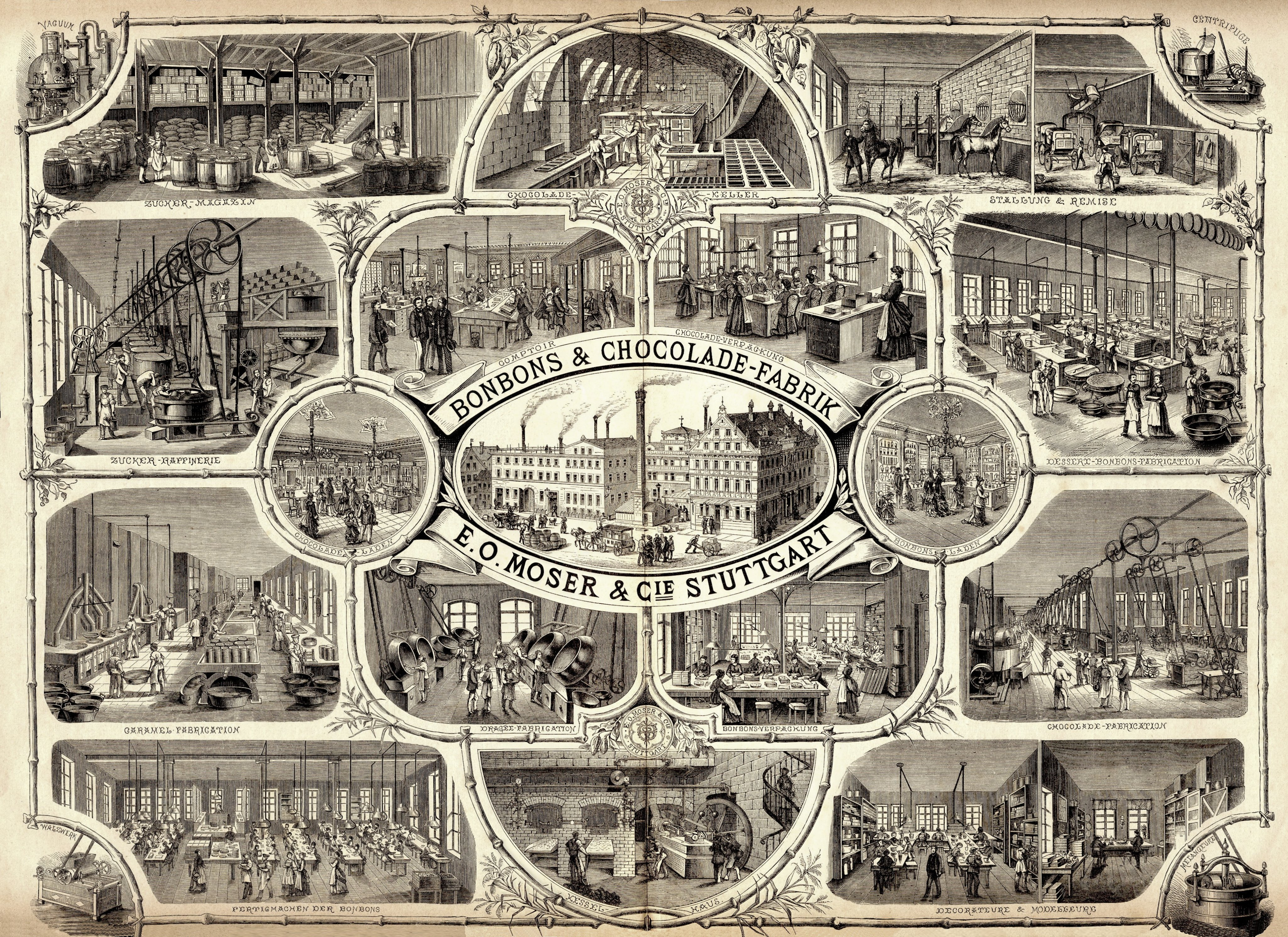
Bonbons & Chokolade-Fabrik E. O. Moser & Cie, Stuttgart, Holzstich Schokoladeherstellung, 1879

Eduard Otto Moser (* 24. Mai 1818 in Stuttgart; † 8. Februar 1879 in Stuttgart) war ein deutscher Konditor und Unternehmer in der Lebensmittelindustrie, er gilt als einer der ersten Schokolade- und Bonbonfabrikanten in Württemberg. Moser initiierte die Gründung des ersten Verbands deutscher Schokoladefabrikanten 1877 und wurde dessen Vorsitzender.

## Beruf
Hinweis: Die meisten Angaben in diesem und dem nächsten Abschnitt beruhen auf #Lämmle 1941.
Eduard Otto Moser wurde am 24. Mai 1818 in Stuttgart als Sohn des Obertribunalprokurators K. Chr. Moser und dessen Frau Marie Dor. Geiger geboren. Nach dem Erlernen des Konditorhandwerks begab er sich auf eine Gesellenwanderung, zuerst nach Heidelberg, Basel und Bern sowie 1836 nach Paris. Dort blieb er zehn Jahre lang und „brachte es im Lauf dieser Zeit durch seine Tüchtigkeit dahin, daß er den »vier größten Etablissements« als »Chef« vorstehen konnte“.
Im Jahr 1846 kehrte er nach Stuttgart zurück und gründete an der Tübinger Straße ein „Geschäft für Konditorei und Schokoladenwaren“. Um 1859 erwarb er das Gebäude Calwer Straße 35, das er auch als Wohnhaus bezog. Er begann die „fabrikmäßige Fertigung von Bonbons und Schokoladenwaren“. Moser vergrößerte schon bald den ursprünglichen Betrieb und erwarb darüber hinaus weitere Betriebsgebäude an der Kronprinzenstraße hinzu. Seine Umsätze wuchsen beständig – der Wirtschaftskonjunktur der Gründerzeit entsprechend.

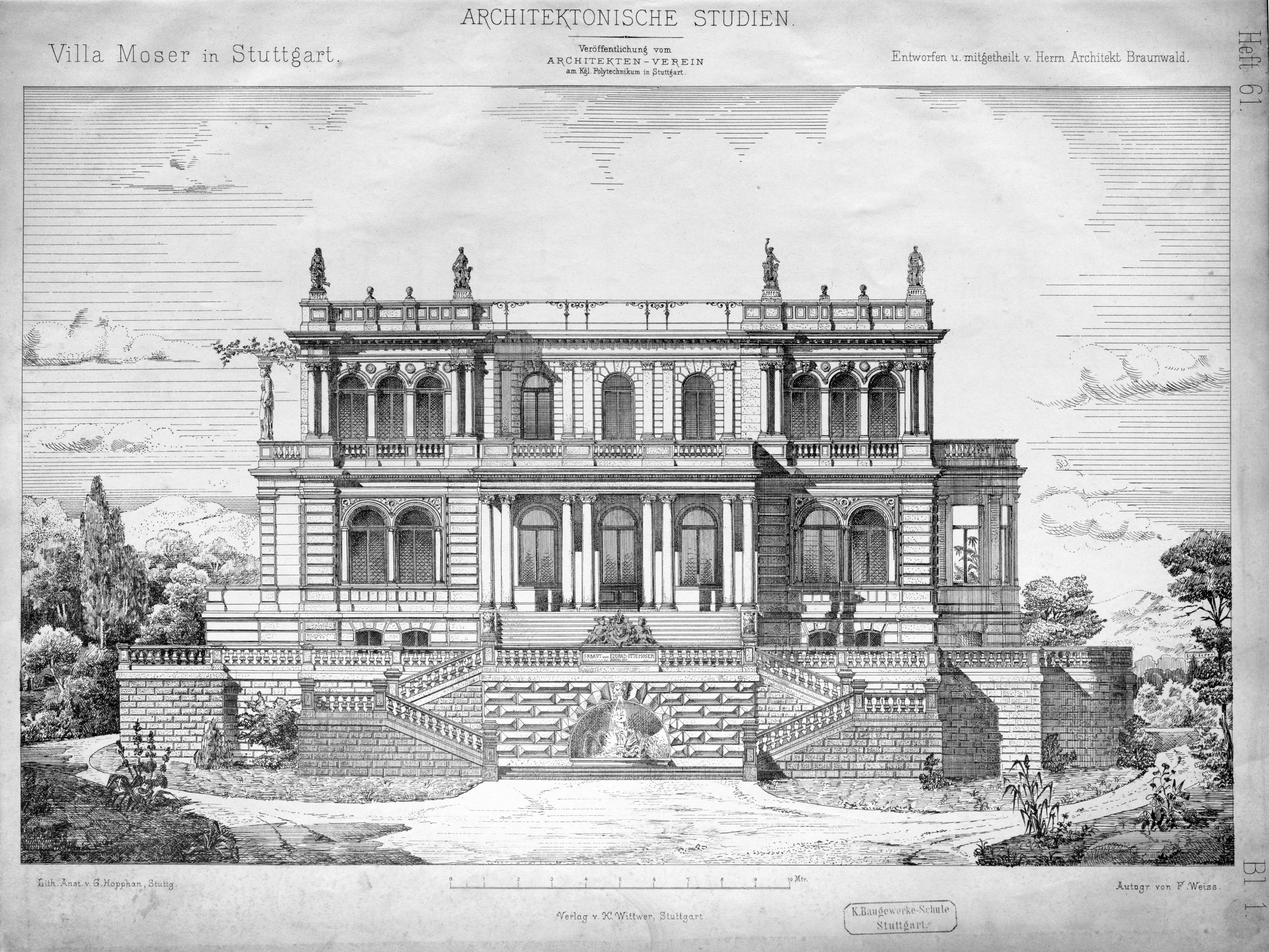
Villa Moser, Gartenfassade, vor 1870

Als Moser 1879 starb, waren in seiner Fabrik 250 Mitarbeiter beschäftigt. Der Holzstich Schokoladeherstellung, der im Jahr seines Todes entstand, zeigt eine Fabrik von beachtlicher Größe. Nach Mosers Tod verkaufte seine Witwe am 1. August 1879 die Fabrik zum Preis von 671.644 Mark an die vier bisherigen langjährigen Mitarbeiter O. Dörr, J. Weber, A. Bezold und G. Weiß, die sie zunächst weiterführten. Am 2. Mai 1894 wurde Mosers Betrieb mit dem Unternehmen Wilhelm Roth jr. unter der Firma Vereinigte Chocolade- und Bonbonsfabriken von E. O. Moser & Cie. und Wilhelm Roth jr. vereinigt, später abgekürzt zu Moser-Roth, Vereinigte Schokolade-Fabriken.

## Wirkung
Eduard Otto Moser (im Volksmund auch „Bonboles-Moser“ genannt) gehört zu den Pionieren der Schokolade- und Bonbonherstellung in Württemberg. Um die Mitte des 19. Jahrhunderts wurden außer der Marke Moser (später Moser-Roth) die folgenden noch heute berühmten Schokoladenmarken begründet:
- Wilhelm Roth jr. (vor 1841 bis nach 1875) gründete 1841 seinen ersten Betrieb, der 1894 mit dem Unternehmen von Eduard Otto Moser fusionierte.
- Die Brüder Franz Waldbaur (1808–1866) und Gustav Waldbaur (1814–1861)[8] begründeten 1848 die Marke Waldbaur.
- Ernst Staengel und sein Schwager Karl Ziller hoben 1857 die Marke Eszet aus der Taufe.

In einem Nachruf auf Eduard Otto Moser in der Zeitung Schwäbischer Merkur wird seine Bedeutung für die württembergische Schokolade- und Bonbonindustrie gewürdigt: „[Er] wird stets in enger Verbindung mit diesen beiden Gewerbezweigen genannt werden, die er, ein energischer self made man, mit auf die Höhe gebracht hat, die sie heute beanspruchen dürfen“.
Eduard Otto Moser, „der immer streng auf echte und gute Ware gehalten hatte“, initiierte als Reaktion auf die um 1876 aufkommenden Lebensmittelfälschungen durch Kakaoersatzstoffe die Gründung des ersten Verbands Deutscher Schokoladefabrikanten 1877 in Frankfurt am Main, um ein Reinheitsgebot für Kakaowaren durchzusetzen. Dem Verband, dem 26 von 45 Unternehmensinhabern beitraten, stand Moser bis zu seinem Tod 1879 als Vorsitzender vor. Auf seinen Vorschlag hin wurde eine „Schutzmarke eingeführt, die für unverfälschte gute Ware bürgte“.

## Privatleben

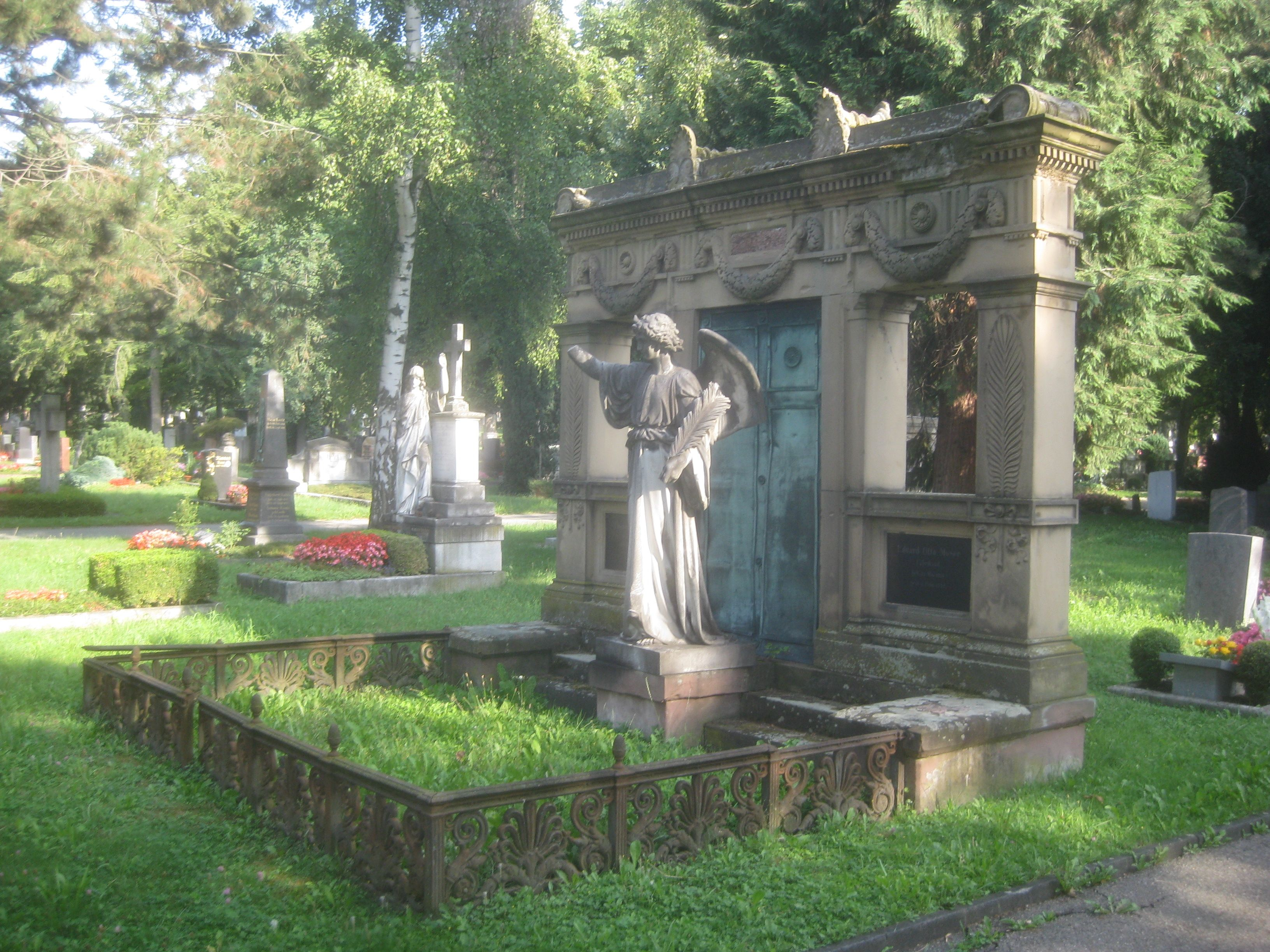
Grabmal Moser

Moser heiratete am 12. Oktober 1847 in Tübingen (Marie) Friederike geb. Härtner (* 26. März 1824 in Tübingen; † 10. August 1903 in Stuttgart), die Tochter des Seifensieders Johannes Martin Härter. Die Ehe blieb kinderlos.
Im Jahr 1875 ließ Moser von dem Architekten Johann Wendelin Braunwald die später so genannte Villa Moser errichten, ein „standesgemäßes“ Wohnhaus im Stil der Neurenaissance inmitten des heute Leibfriedschen Gartens genannten Parks. 
Moser starb am 8. Februar 1879 im Alter von 60 Jahren in Stuttgart, wo er und seine Frau in einem repräsentativen Familiengrab auf dem Pragfriedhof in Abteilung 4 begraben sind. Die Grabanlage entwarf der Architekt Robert von Reinhardt, das Engel-Standbild und die Bronzetür schuf der Bildhauer Theodor Bausch.